# Schefflera epiphytica
Schefflera epiphytica är en araliaväxtart som beskrevs av Albert Charles Smith. Schefflera epiphytica ingår i släktet Schefflera och familjen araliaväxter. Inga underarter finns listade.